# Xiphophorus andersi
Xiphophorus andersi és una espècie de peix de la família dels pecílids i de l'ordre dels ciprinodontiformes.

## Morfologia
Els mascles poden assolir els 4,5 cm de longitud total i les femelles els 5,5.

## Distribució geogràfica
Es troba a Amèrica: Mèxic (Veracruz).